# Teddy Cobeña Loor
Teddy Cobeña Loor   (Portoviejo, 16 d'abril de 1973) és un metge i escultor d'estil figuratiu expressionista amb un component surrealista. Resideix a Barcelona.
Fill de l'hipnoterapeuta David Cobeña Vinces i la mestra Judith Loor Rodríguez. Durant la seva adolescència es va interessar per l'estudi de l'anatomia i l'art quan tenia al seu abast a la biblioteca de casa la vida d'en Leonardo da Vinci. Va iniciar els seus estudis de medicina a Guayaquil i va continuar la seva formació a Barcelona (radiologia, medicina avaluadora i medicina preventiva), on va realitzar paral·lelament la formació com escultor fent estudis a l'Escola d'Art Massana i tallers a la Barcelona Academy of Art i The Florence Academy of Art a Itàlia. La seva primera obra Somnis feta en bronze a Barcelona és al Museu del Palazzo Panciatichi del govern de la Toscana a Florència des del juliol de 2013 a petició del Consigliere regionale Eugenio Giani. Al novembre de 2016 va rebre els premis internacionals d'escultura "Aigle de Bronze" i "Villa de Nice" a França amb motiu de la celebració de la 28 Exposició d'arts plàstiques "Aigle de Nice".
Durant la inauguració de l'exposició Renaixement a Roma a l'abril de 2015 va explicar públicament la conceptualizació de la paraula sensorrealisme que fa referència a "les sensacions positives i emotives en veure, sentir o tocar una obra d'art" i que ha estat utilitzada a diverses exposicions i plataformes d'art, la més significativa Surrealisme & Sensorrealisme a Kobe (Japó) on va rebre el Premi Internacional Hyogo d'Art per part del Govern Regional.
El seu treball és característicament figuratiu estant influenciat inicialment per Jean-Baptista Carpeaux i Auguste Rodin. Posteriorment el surrealisme va ser notori a les seves escultures fins a arribar a una combinació amb l'expressionisme fent servir el bronze i la terracota i en menys proporció la pedra i el ferro.

## Escultures
Tot Neix al teu Interior és una escultura de bronze creada en 2019 per l'escultor Teddy Cobeña situada a la platja Els Pescadors de Pineda de Mar, província de Barcelona. Consta d'una meitat dreta patinada en color blau turquesa a on es poden apreciar figures relacionades amb el mar en sotarrelleu en honor de la productivitat i riquesa de la ciutat. L'altre meitat esquerra no té pàtina i representa el sol i la generositat del sòl de Pineda de Mar. La part posterior té esculpit el moviment del mar i la part inferior dreta un cor també en sotarrelleu que simbolitza el sentiment dels veïns de la població. És una obra escultòrica de dos metres i quaranta centímetres d'estil figuratiu contemporani que s'assenta sobre una base de pedra buixardada a on es pot llegir a una placa també de bronze Tot Neix al Teu Interior i la frase Escultura Dedicada a Pineda de Mar
Embaràs d'Idees és una escultura de bronze en honor de la creativitat feta en duplicat, es troba a Barcelona al jardinet de l'entrada del Centre d'atenció primària Pare Claret i a Pont-de-Chéruy. Està feta en bronze amb pàtines de color marró i verd amb la presència d'un cor brillant (bonze polit). El conjunt escultural té 180 cm d'alçada i 65 cm per cada banda. L'estructura de bronze mesura 70 cm d'alçada. Posseeix una placa commemorativa a la regió frontal de la peanya que diu "La Creativitat". És una dona dreta mirant el seu propi embaràs amb l'esquena superior reclinada cap enrere, la mà dreta a l'abdomen i l'esquerra a l'espatlla contralateral donant una sensació de recolliment. La meitat del seu ventre té un cor brillant al seu interior. És un homenatge a la creativitat. Fa referència a la capacitat que tenen els éssers humans d'elaborar idees, projectes, objectius i que aquests tenen un període de desenvolupament mental, maduració i actuacions per a poder materialitzar-se, tal com un embaràs biològic ho és.

## Reconeixements
- Medalla "Leonardo Martínez Bueno" (Espanya)[2]
- Medalla "Mateo Inurria" (Espanya)
- Menció d'Honor d'Escultura de l'Associació Espanyola de Pintors i Escultors (Espanya)
- Premi Internacional d'Escultura "Aigle de Bronze" (França)[6]
- Premi Internacional d'Escultura "Villa de Nice" (França)[6][7]
- Medalla "Pont-de-Chéruy" (França)[23]
- Premi Internacional Hyogo d'Art (Japó)[10]

## Exposicions destacades
- 2014 - Solidart.[22] Consiglio de la Toscana (Florència)
- 2015 - L'art contemporain.[24][25] Galeries del Museu de Louvre de Paris (França)
- 2015 - Renaixement.[8] Roma (Itàlia)
- 2016 - Exposició 51 Reina Sofia (Madrid)[26]
- 2016 - Exposició a "l'Aigle de Nice" (França)[6][7]
- 2017 - Exposició 52 Reina Sofia (Madrid)[27][28][29]
- 2017 - Surrealism & Sensorrealism, Kobe (Japon)

## Galeria d'imatges

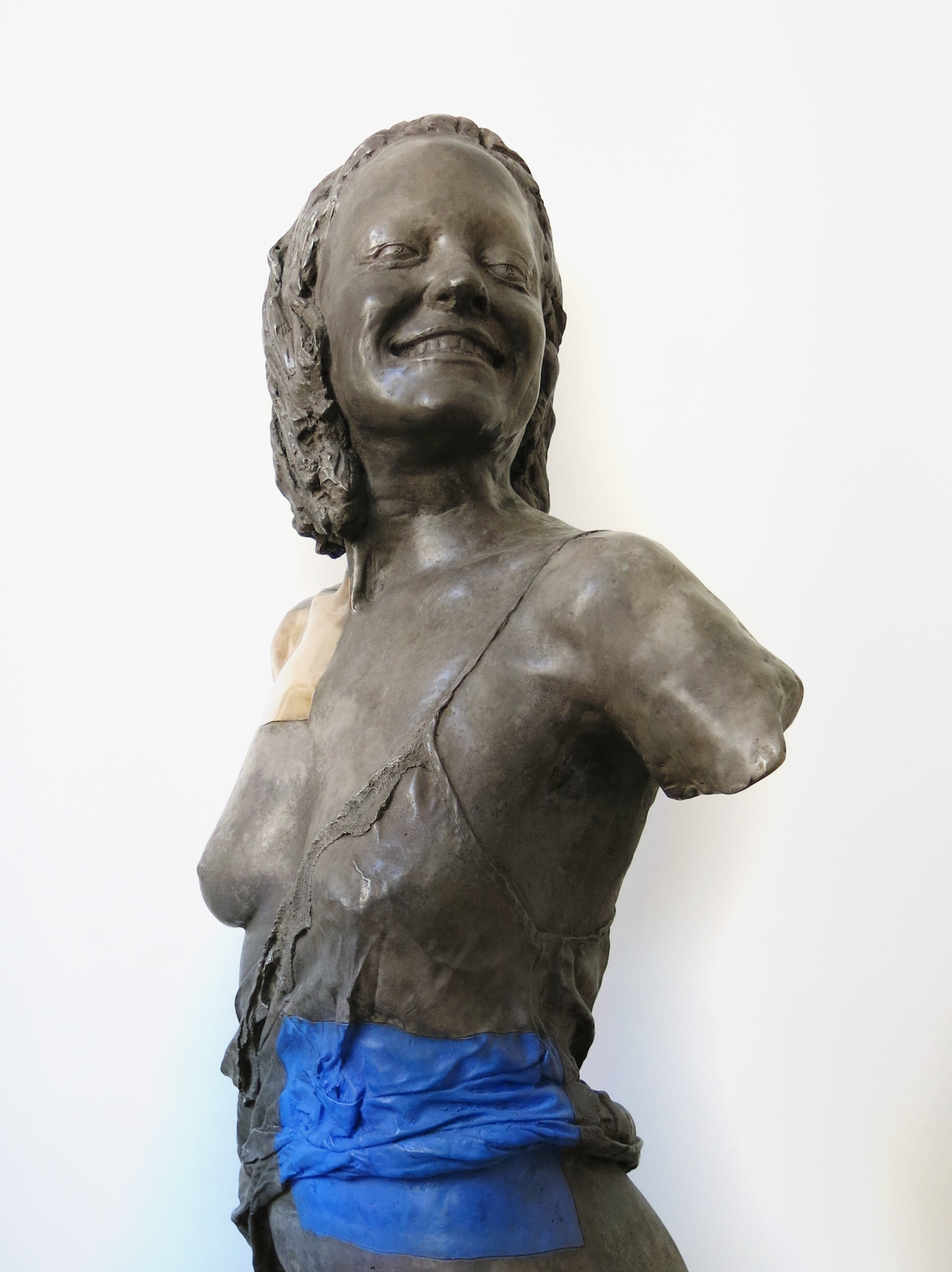
Mirant al mar. Escultura figurativa de bronze amb joc de pàtines
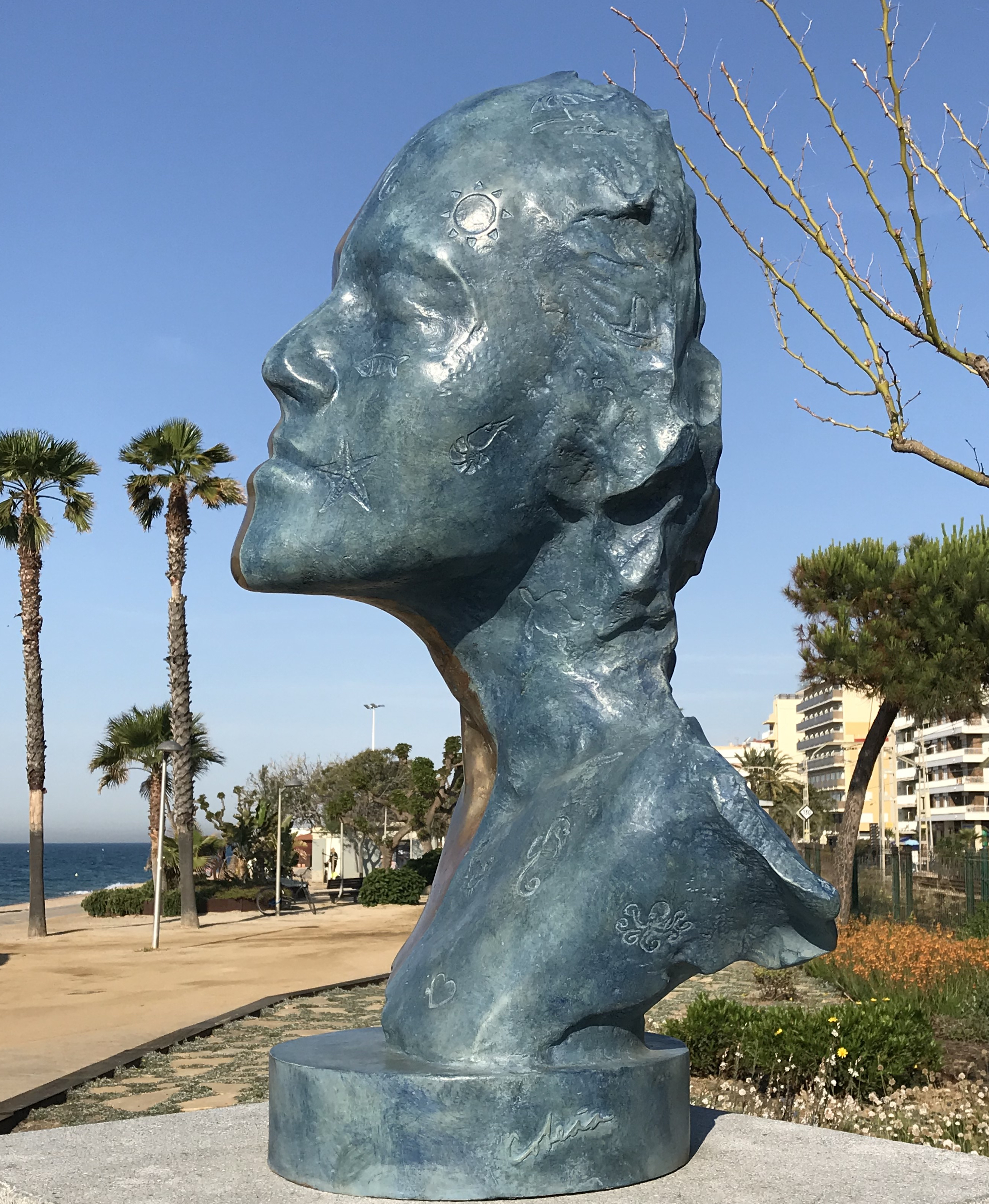
Obra a la platja dels pescadors (Pineda de Mar)